# Luan Zhengrong
Luan Zhengrong (* 7. April 1974) ist eine ehemalige chinesische Skilangläuferin.

## Werdegang
Luan startete international erstmals bei den Winter-Asienspielen 1996 in Harbin. Dort belegte sie über 5 km klassisch und 10 km Freistil jeweils den fünften Platz und gewann zudem die Goldmedaille in der Staffel. Im folgenden Jahr errang sie bei der Winter-Universiade in Muju den 23. Platz über 15 km Freistil und den 11. Platz über 10 km klassisch. Bei den Olympischen Winterspielen 1998 in Nagano lief sie auf den 68. Platz über 5 km klassisch, auf den 62. Rang in der Verfolgung und auf den 51. Platz über 15 km klassisch. Im Februar 1999 holte sie bei den Winter-Asienspielen in Gangwon jeweils die Bronzemedaille über 5 km klassisch und mit der Staffel. Ihre beste Platzierung bei den Nordischen Skiweltmeisterschaften 2001 in Lahti war der 45. Platz im Sprint und bei den Olympischen Winterspielen 2002 in Salt Lake City der 41. Rang über 30 km klassisch. Ihre letzten internationalen Rennen absolvierte sie bei den Winter-Asienspielen 2003 in der Präfektur Aomori. Dort errang sie den zehnten Platz über 5 km klassisch und holte mit der Staffel erneut die Bronzemedaille.

## Teilnahmen an Weltmeisterschaften und Olympischen Winterspielen

### Olympische Winterspiele
- 1998 Nagano: 51. Platz 15 km klassisch, 62. Platz 10 km Verfolgung, 68. Platz 5 km klassisch
- 2002 Salt Lake City: 41. Platz 30 km klassisch, 50. Platz Sprint Freistil, 50. Platz 10 km klassisch, 52. Platz 15 km Freistil Massenstart, 65. Platz 10 km Skiathlon

### Nordische Skiweltmeisterschaften
- 2001 Lahti: 45. Platz Sprint Freistil, 55. Platz 15 km klassisch, 57. Platz 10 km klassisch, 66. Platz 10 km Skiathlon